# Municipio de Washington (condado de Appanoose)
El municipio de Washington (en inglés: Washington Township) es uno de los diecisiete municipios ubicados en el condado de Appanoose en el estado estadounidense de Iowa. En el año 2000 el municipio tenía una población de 804 habitantes y una densidad poblacional de 8,6 personas por km². El municipio abarca parte de la ciudad de Moulton.

## Geografía
El municipio de Washington se encuentra ubicado en las coordenadas 40°43′48″N 92°42′01″O / 40.73000, -92.70028.